# 宁南碘泡虫
宁南碘泡虫（学名：Myxobolus ningnanensis）为碘泡科碘泡虫属的动物。在中国，分布于四川等，营寄生生活，寄生在泉水鱼的鳃。